# Liuzhou Steel
De Liuzhou Steel Group is een grote Chinese staalgroep en staatsbedrijf uit de autonome regio Guangxi Zhuang. Met een ruwstaalproductie van bijna 17 miljoen ton was het in 2020 de op elf na grootste staalproducent van China en tevens een van de grotere in de wereld.

## Activiteiten
Liuzhou Steel produceert plaat- en bandstaal voor onder meer de auto-industrie, witgoed, pijpleidingbuizen, containers en vaten. Het maakt ook platen voor de bouw, bruggenbouw en scheepsbouw. Verder worden stalen staven geproduceerd voor de bouw, machinebouw en de productie van assen, tandwielen, schroeven en dergelijke.
De groep heeft een dochterbedrijf Liugang Zhongjin Stainless Steel, dat roestvast bandstaal produceert.
Naast de productie en verkoop van staalproducten omvat de groep ook een vervoersbedrijf, een ziekenhuis en een bedrijf dat bouwmaterialen maakt van de afvalslakken uit de hoogovens.
De groep zet zijn producten voornamelijk af in de eigen regio, in het zuiden van China.

### Fabrieken
| Fabriek                          | Plaats        | Startjaar | Ruwstaalcapaciteit   |
| -------------------------------- | ------------- | --------- | -------------------- |
| Liuzhou Steel                    | Liuzhou       | 1958      | 12,5 mt/jaar         |
| Liugang Zhongjin Stainless Steel | Yulin         | 2013      | 1,2 mt/jaar          |
| Guangxi Steel                    | Fangchenggang | 2020      | 6,3 mt/jaar (fase 1) |

## Geschiedenis
Tot de bouw van een staalfabriek in Liuzhou werd in januari 1958 besloten, in het kader van het tweede vijfjarenplan. Op 1 juli dat jaar werd de eerste hoogoven ingehuldigd. Op 18 februari 1960 produceerde die zijn eerste ijzer. De fabriek werd verder uitgebouwd en bereikte in 1997 een ruwstaalproductie van een miljoen ton. In 2010 werd vervolgens een productie van 10 miljoen ton bereikt.
In 2005 nam Wuhan Iron & Steel een meerderheidsbelang van 51 procent in de Liuzhou Steel Group. In 2012 nam het de resterende aandelen over.
In februari 2007 kreeg Liuzhou Steel een notering op de Beurs van Shanghai.
In 2008 richtten de regionale SASAC en Wuhan Iron & Steel de joint venture Guangxi Steel op. De regio Guangxi bracht Liuzhou Steel in en bezat 20 procent van de joint venture. Liuzhou Steel werd zo een dochteronderneming van Guangxi Steel. Het was de bedoeling een nieuwe grote staalfabriek te bouwen in Fangchenggang om de oude fabriek in Liuzhou te vervangen. Het project paste in de plannen van de Chinese overheid om de overproductie in de staalindustrie terug te dringen en tegen 2015 40 procent van de productie naar de kust te verplaatsen om vervuiling en transportkosten te verminderen. In 2015 trok de regio zich terug uit de joint venture, waardoor de Liuzhou Steel Group weer volledig eigendom werd van de regionale SASAC.
Pas in juni 2018 werd begonnen met de bouwwerkzaamheden in Fangchenggang. In juni 2020 werd de fabriek in gebruik genomen. Intussen verwierf de Liuzhou Steel Group ruim 84 procent in Guangxi Steel van Wuhan Iron & Steel met de intentie het geheel te verwerven.